# Castillo Menzies

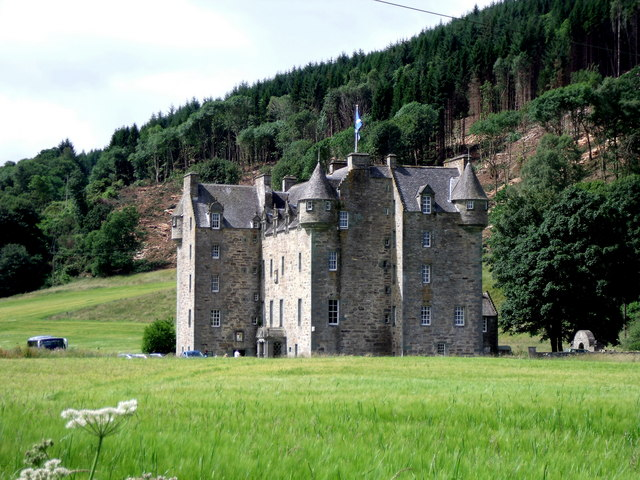
El castillo Menzies

El castillo Menzies es un castillo de planta en Z del siglo XVI en Weem, Aberfeldy, en Perth and Kinross, Escocia.
Perteneciente al clan Menzies, fue construido cerca del antiguo castillo de Weem, destruido c. 1502. El castillo actual data de la segunda mitad del siglo XVI.